# Krasnooktiabrskoje (Dagestan)
Krasnooktiabrskoje (ros. Краснооктябрьское) – wieś w Rosji, w Dagestanie, w rejonie kizlarskim. W 2010 liczyła 1807 mieszkańców, głównie Awarów.